# NGC 1305
NGC 1305 (również PGC 12582 lub UGC 2697) – galaktyka eliptyczna (E-S0), znajdująca się w gwiazdozbiorze Erydanu. Odkrył ją Heinrich Louis d’Arrest 4 stycznia 1864 roku.